# Jovis Tholus
Jovis Tholus é um vulcão no planeta Marte a 18,2° N e 242,5° E, no quadrângulo de Tharsis. Com uma largura de 58 km, ele se eleva a aproximadamente 1 km acima do planalto de Tharsis, e a aproximadamente 3000 m de altitude acima do nível do solo marciano. Ele possui uma grande caldeira chamada Ulysses Patera, de aproximadamente 28 km de largura.

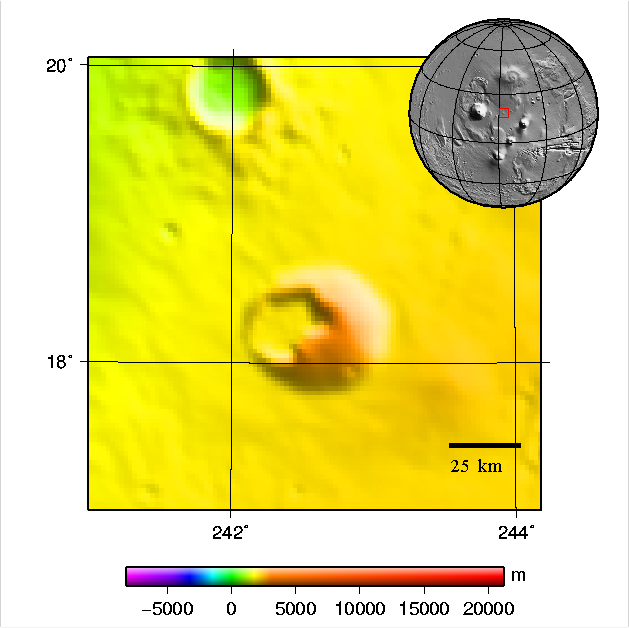
Topografia de Jovis Tholus pela MOLA.

## Geografia e geologia
Jovis Tholus é um pequeno cone vulcânico isolado a leste do Olympus Mons e a noroeste do Ascraeus Mons, próximo à Jovis Fossae.

Mapa da região de Olympus Mons e da cadeia de Tharsis Montes.

 Este vulcão não pôde ser datado com precisão, mas sua idade mínima pode ser estimada indiretamente por volta de 3.7 bilhões de anos por datação radioativa, o que faz deste um vulcão originário da época Noachiana cuja atividade não continuou até o período Hesperiano. Devido à sua antiguidade, esse vulcão se encontra parcialmente enterrado debaixo das camadas de lava que haviam anteriormente formado a superfície do planalto , o que possibilitaria então supor as dimensões de sua caldeira em relação ao seu cone aparente. 
A forma geral desse cone é distinta devido ao fato de sua caldeira estar inclinada em direção ao oeste, como se a estrutura como um todo tivesse sido desequilibrada pela elevação do planalto de Tharsis durante o Hesperiano.